# Brandon Gay
Brandon Gay (8 augustus 1982) is een Amerikaans voormalig basketballer.

## Carrière
Gay speelde collegebasketbal voor de Southern Mississippi Golden Eagles, Seward County CC en San Diego Toreros voordat hij zich kandidaat stelde voor de 2005 NBA draft waar hij niet werd gekozen. Hij speelde die zomer in de NBA Summer League voor de Golden State Warriors. Hij vertrok naar Europa en ging spelen voor het Duitse TBB Trier waar hij tot in 2007 speelde. In de zomer van 2007 speelde hij in de NBA Summer League voor de Los Angeles Lakers. In 2007 vertrok hij naar het Belgische Antwerp Giants, in 2009 verlengde hij zijn contract met een jaar. Hij speelde nog een seizoen in België voor Verviers Pepinster.
Hierna speelde hij nog voor een aantal clubs uit Europa, achtereenvolgens voor BC Sukhumi, Szolnoki Olajbányász en Résidence Walferdange.